# Autoridade de Variância Temporal
A Autoridade de Variância Temporal (em inglês: Time Variance Authority) é um grupo fictício de monitores da linha do tempo que aparece nas história em quadrinhos publicadas pela editora Marvel Comics. A organização aparece na série Loki, do Disney+.

## História
Em um futuro não muito distante, a Autoridade de Variância Temporal (ou AVT) foi formada com o objetivo de monitorar o Multiverso e podar linhas do tempo que consideram perigosas para existir. Eles também agem para evitar que outros seres modifiquem o passado ou o futuro. Eles foram vistos pela primeira vez permitindo que Justice Peace, um homem da lei do futuro, viajasse até ao século XX para impedir o assassino Zaniac. Peace teve sucesso em sua missão graças a ajuda de Thor. Apesar de suas afirmações, a influência da AVT ao longo do tempo não é absoluta. O escopo de sua influência é limitado por Alioth no passado distante, como Kang, o Conquistador, o Consórcio Delúbrico e Revelação em diferentes eras ao longo do tempo. Também houve incidentes na viagem no tempo ou adulteração da realidade onde a AVT não conseguiu interferir. No fim dos tempos, o último diretor da AVT cria os Guardiões do Tempo, os últimos três seres que existem na linha do tempo remanescente do universo. O processo também acaba criando os Time Twisters, um trio de seres que põe em perigo todas as realidades, até ser parado por Thor e outros membros dos Vingadores.
A AVT seria vista em seguida utilizando o escritório da advogada Jennifer Walters (Mulher-Hulk), que atua em diversas instâncias e legislações. Os jurados dos casos são retirados do tempo logo antes de morrerem, minimizando os efeitos de fluxo do tempo. Isso também estabelece as tendências para os viajantes do tempo passarem pelo embaralhamento genético, também para minimizar o efeito no fluxo do tempo. Notavelmente, o embaralhamento tende a causar aparências semelhantes entre vários machos que se submetem ao processo. Um réu considerado culpado em um desses julgamentos é executado com uma arma chamada Canhão Retroativo, ou Ret Can, que apaga a existência da vítima do universo ao desfazer seu nascimento e toda sua história. Esta arma é uma referência óbvia a uma continuidade retroativa, ou "retcon", uma prática usada por contadores de histórias para adicionar material previamente desconhecido a um evento ou remover material previamente estabelecido de um evento em uma história anterior. A própria Mulher-Hulk recebeu esta sentença severa, mas foi anulada como uma recompensa quando ela ajudou a derrotar o vilão Clockwise.

## Funcionários
Os funcionários da AVT de inferior, chamados de cronomonitores, são literalmente sem rosto. Eles são criados artificialmente, usando "tecnologia quântica". No momento em que uma nova realidade aparece, um novo agente sem rosto é criado para monitorá-la, juntamente com o equipamento necessário (um dispositivo semelhante a um computador pessoal, mais uma mesa e uma cadeira) para fazê-lo.
Os gerentes clonados se parecem com Mark Gruenwald — e, mais tarde, Tom DeFalco — ambos escritores de longa data da Marvel Comics. O gerente recorrente mais frequente é Mobius M. Mobius, um clone de Gruenwald.
Na ocasião, a AVT contrata mercenários para uso nas missões mais perigosas, como Justice Peace e Death's Head. Esses mercenários geralmente perdem membros, que o AVT substitui por peças robóticas desajeitadas. Outro exemplo de sua tecnologia aparentemente anacrônica é uma máquina do tempo com o formato de uma velha locomotiva. O professor Justin Alphonse Gamble, um pastiche do Doutor, é um renegado da AVT.

### Membros da AVT conhecidos
- Sr. Alternity – alta administração[4]
- Primeiro Secretário
- Professor Justin Alphonse Gamble – ex-funcionário, pediu demissão e roubou uma das cápsulas do tempo
- Justice Mills – membro que aparece brevemente em um flashback
- He Who Remains – último sobrevivente da Autoridade de Variância Temporal, presente no final dos tempos[5]
- Mobius M. Mobius – burocrata e média gerência, tentou disciplinar o Quarteto Fantástico por violações das leis da AVT[6]
- Sr. Orobouros – futuro clone do Sr. Paradoxo, deixou de existir quando Clockwise usou o Canhão Retroativo no Paradoxo[7]
- Sr. Paradoxo – deixou de existir quando Clockwise o atingiu com o canhão retroativo[7]
- Sr. Tesseract (Junior Management) – subordinado a Mobius, ele foi designado para reconstruir os dados perdidos da Terra-616[4]
- Gerenciador de fuso horário
- Departamento de Polícia da Autoridade de Variância Temporal – acompanhou Justice Peace no esforço de capturar Godwulf[8]
- Justiça Paz – ex-agente autônomo, foi punido por infrações de viagem no tempo, e atualmente é integrante da Polícia Federal e das Unidades de Serviços Especiais sediadas em Brooklynópolis[9]
- Justice Might, Justice Truth e Justice Liberty – três oficiais que ajudaram Mobius a recapturar o Quarteto Fantástico enquanto eles corriam soltos dentro do Fuso Horário Nulo[10]
- Justice Love – agente e parceira de Justice Peace, parece ter formação jurídica[11]
- Justiça Goodwill – oficial do tribunal, deixou de existir quando Clockwise o atingiu com o canhão retroativo[7]
- Guardiões do Tempo – um grupo de seres criados por Aquele que Permanece para proteger o tempo[12]
- Minutemen – agentes blindados da AVT que são designados para guardar as instalações da AVT do Fuso Horário Nulo e extrair as entidades perturbadoras que vêm de outros períodos de tempo. Cada um de seus membros é um clone, ciborgue ou robô.[13]

## Em outras mídias
A Autoridade de Variância Temporal aparece na série Loki, com Mobius M. Mobius interpretado por Owen Wilson, a Caçadora B-15 interpretada por Wunmi Mosaku, a Caçadora C-20 interpretada por Sasha Lane, e a recepcionista Casey interpretada por Eugene Cordero. A atriz Gugu Mbatha-Raw interpreta Ravonna Renslayer, uma ex-caçadora da AVT que subiu na hierarquia para se tornar uma juíza respeitada. A organização tem como mascote um relógio antropomórfico animado chamado Senhorita Minutos (dublado por Tara Strong), que instrui novos agentes. Esta versão da Autoridade de Variância Temporal foi criada por Aquele Que Permanece (Jonathan Majors) com o propósito de impedir a criação de linhas temporais alternativas e assim de que variantes do fundador, mais conhecido Kang, o Conquistador, surgissem para confrontá-lo em uma guerra multiversal. Os funcionários da AVT consistem em variantes de pessoas retiradas de várias linhas temporais, que tiveram suas memórias apagadas e levaram a crer que eles e a AVT foram criados pelos Guardiões do Tempo. Sophia Di Martino interpreta Sylvie, uma variante de Loki que desde criança foge da AVT, e que Kang queria para substituí-lo no comando da AVT, apenas para Sylvie matá-lo, revivendo o Multiverso. Na segunda temporada, Loki, Mobius e Ouroburos "O.B." (Ke Huy Quan), o responsável pelos equipamentos da AVT, tem que consertar o Tear Temporal que a AVT usa para supervisionar a criação de destruição de novas linhas temporais sob controle, culminando em Loki destruindo o Tear e rejuvenescendo as linhas temporais ao rearrumá-las em uma forma similar a Yggdrasil, no qual Loki irá supervisionar os rumos do Multiverso. 
A AVT também aparece em Deadpool & Wolverine, no qual o agente Paradoxo (Matthew Macfadyen), que visa se tornar o chefe da agência, quer usar uma máquina chamada Destroçador Temporal para destruir o universo em que se passaram os filmes dos X-Men, que ele diz estar se deteriorando desde a morte de Wolverine em Logan. Quando Paradoxo dá a Deadpool a chance de sobreviver indo para a "Linha do Tempo Sagrada" do Universo Cinematográfico Marvel, Deadpool ao invés disso pega um TemPad de um dos funcionários da AVT para vagar o Multiverso em busca de outro Wolverine e assim salvar seu mundo de origem. Durante a história, Cassandra Nova, que foi banida pela AVT para o Vazio, uma dimensão no final do Tempo, decide usar o Destroçador Temporal para acabar com todo o Multiverso fora o Vazio, sendo impedida após Deadpool e Wolverine cortarem a força da máquina. 